# Liste der Herrscher von Oldenburg

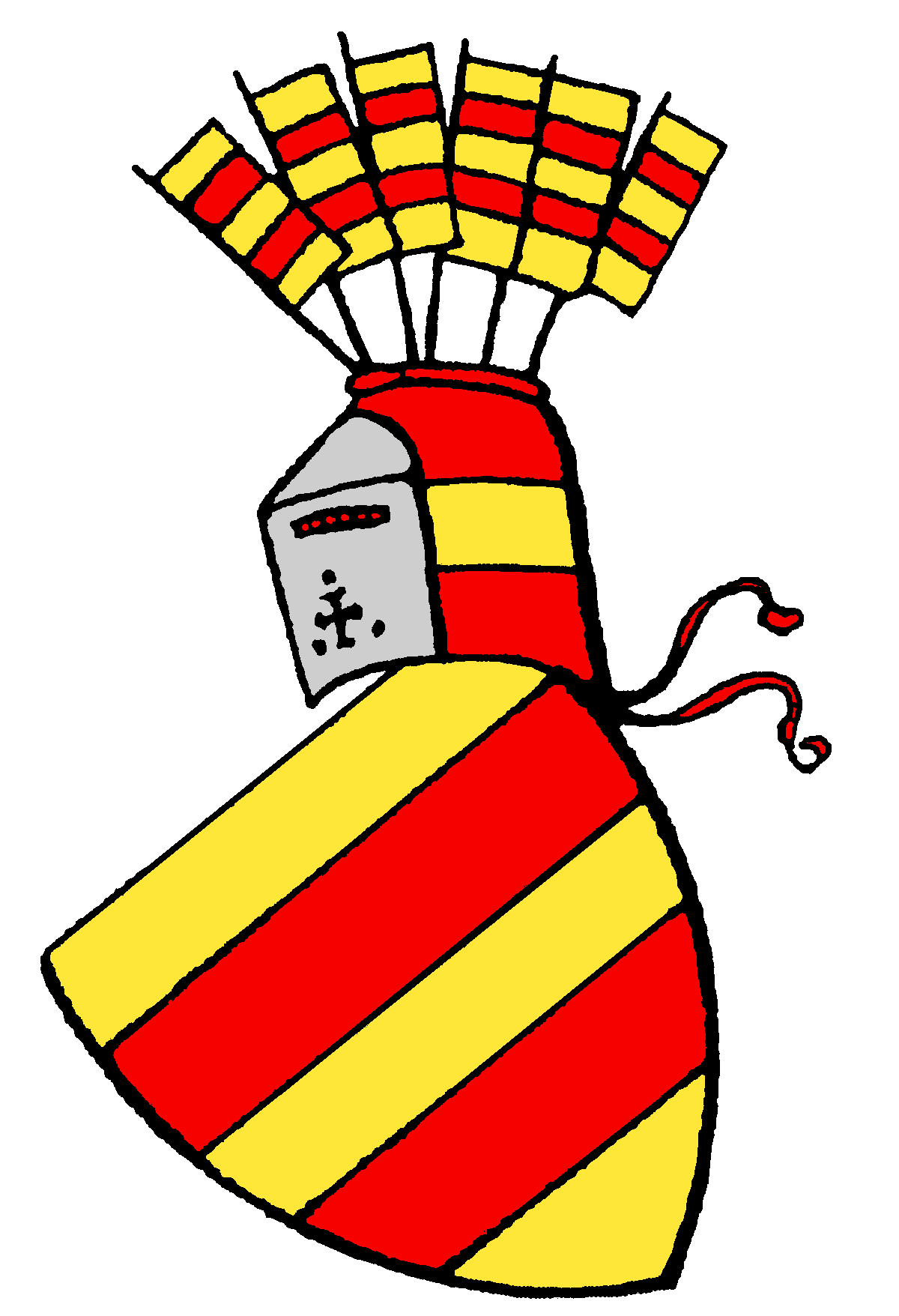
Stammwappen des Hauses Oldenburg

Die Liste der Herrscher von Oldenburg enthält die Herrscher der Grafschaft Oldenburg (Grafen, 1088 bis 1774), des Herzogtums Oldenburg (Herzöge, 1774 bis 1829) und des Großherzogtums Oldenburg (Großherzöge, 1829 bis 1918).
Sämtliche Herrscher entstammen dabei dem Haus Oldenburg. Die ersten 21 Grafen regierten in einigen Fällen gemeinschaftlich und gehörten dessen ursprünglicher Hauptlinie an, bis diese 1448 königlich-dänisch wurde. In der Folge regierte die jüngere Gräfliche Linie (zehn Grafen, ebenfalls in einigen Fällen mit gemeinschaftlicher Regentschaft) bis zu ihrem Aussterben 1667. Anschließend waren sechs Oberhäupter der Dänischen Linie in Personalunion Könige Dänemarks und Grafen von Oldenburg, die nunmehr königlich-dänische Hauptlinie des Hauses Oldenburg war somit in der Grafschaft erneut an der Macht. Nach Abschluss des Vertrags von Zarskoje Selo 1773 bis zur Abschaffung der Monarchie im Zuge der Novemberrevolution 1918 stellte die Linie Holstein-Gottorf (bzw. später die daraus hervorgegangene Jüngere Linie Holstein-Gottorp) einen letzten Grafen sowie die Herzöge und Großherzöge von Oldenburg. Einen detaillierten Überblick zu den Verwandtschaftsverhältnissen dieser Linien bietet die Stammliste des Hauses Oldenburg.
Als früheste Herrscher Oldenburgs werden gelegentlich Huno († vor 1091), angeblich Graf von Rüstringen und 1059 Stifter der Kirche in Rastede, sowie dessen sagenhafter Sohn Friedrich (ggf. Verwechslung mit Graf Friedrich von Werl-Arnsberg, † 1124) genannt.

## Grafen von Oldenburg
| | Name (Lebenszeit)                         | Regierungszeit      | Anmerkungen |
| --- | ----------------------------------------- | ------------------- | --- |
| | Egilmar I. (* um 1040; † vor 1112)        | 1088–1108           | erster gesicherter Graf von Oldenburg, ältester Ahnherr des Hauses Oldenburg |
| | Egilmar II. (* um 1070; † um 1142)        | 1108–1142           | Sohn Egilmars I. |
| | Christian I. (* um 1123; † um 1167)       | 1142–1167           | Sohn Egilmars II. |
| | Moritz I. (* um 1145; † 1209)             | 1167–1209           | Sohn Christians I. |
| | Christian II. (* um 1184; † 1233)         | 1209–1233           | Sohn Moritz’ I. |
| | Otto I. (* vor 1209; † 1251)              | 1233–1251           | Bruder Christians II., bis 1243 alleiniger Herrscher, danach unter Beteiligung seines Neffen Johann I. |
| | Johann I. (* um 1204; † um 1270)          | 1243–1270           | Sohn Christians II., bis 1251 gemeinsamer Herrscher mit seinem Onkel Otto I. |
| | Otto von Oldenburg (* um 1204; † um 1285) | 1270–1272           | Bruder Johanns I., vormundschaftlicher Regent für seinen minderjährigen Neffen |
| | Christian III. (* nach 1250; † 1285)      | 1270–1285           | Sohn Johanns I., bis 1278 gemeinsamer Herrscher mit seinem Bruder Otto II. |
| | Otto II. (* nach 1250; † 1304)            | 1272–1278 1285–1289 | Bruder Christians III., ab einer Teilung 1278 Graf von Delmenhorst, vormundschaftlicher Regent für seinen minderjährigen Neffen                                                                                |
| | Johann II. (vor 1272; † 1315)             | 1285–1315           | Sohn Christians III. |
| | Christian IV. (um 1300; † 1323)           | 1315–1323           | Sohn Johanns II., gemeinsamer Herrscher mit seinem Bruder Johann III. |
| | Johann III. (um 1302; † 1342)             | 1315–1342           | bis 1323 gemeinsamer Herrscher mit seinem älteren Bruder Christian IV., ab 1324 mit seinem jüngeren Halbbruder Konrad I.                                                                                       |
| | Konrad I. (um 1308; † 1347)               | 1324–1347           | bis 1342 gemeinsamer Herrscher mit seinem Halbbruder Johann III., ab 1345 mit seinem Neffen Johann IV. |
| | Johann IV. (* 1331; † 1356)               | 1345–1356           | Sohn Johanns III., bis 1347 gemeinsamer Herrscher mit seinem Onkel Konrad I., anschließend gemeinsam mit seinem Cousin Konrad II.                                                                              |
| | Konrad II. (* um 1331; † nach 1401)       | 1345–1356           | Sohn Konrads I., bis 1356 gemeinsamer Herrscher mit seinem Cousin Johann IV., ab 1368 mit seinem Bruder Christian V.                                                                                           |
| | Christian V. (* um 1331; † 1399)          | 1368–1398           | gemeinsamer Herrscher mit seinem Bruder Konrad II. |
| | Moritz II. (* vor 1381; † 1420)           | 1401–1420           | Sohn Konrads II., bis 1403 alleiniger Herrscher, danach unter Beteiligung seiner Cousins Christian VI. und Dietrich                                                                                            |
| | Christian VI. (* um 1378; † 1421)         | 1403–1421           | Sohn Christians V., gemeinsamer Herrscher mit seinem Bruder Dietrich und bis 1420 mit seinem Cousin Moritz II.                                                                                                 |
| | Dietrich (* 1390; † 1440)                 | 1403–1440           | letzter gemeinsamer Ahnherr aller späteren Herrscher (Grafen, Herzöge und Großherzöge) von Oldenburg, bis 1421 gemeinsamer Herrscher mit seinem Bruder Christian VI. und bis 1420 mit seinem Cousin Moritz II. |
| | Christian VII. (* 1426; † 1481)           | 1440–1448           | Sohn Dietrichs, ab 1448 als Christian I. erster König von Dänemark aus dem Haus Oldenburg, später zudem König von Norwegen und Schweden, Herzog von Schleswig und Holstein                                     |
| | Gerd der Mutige (* 1430; † 1500)          | 1448–1482           | Bruder Christians VII., 1463 bis 1464 gemeinsamer Herrscher mit seinem Bruder Moritz III., begründet die Gräfliche Linie des Hauses Oldenburg                                                                  |
| | Moritz III. (* vor 1428; † 1464)          | 1463–1464           | gemeinsamer Herrscher mit seinem Bruder Gerd der Mutige |
| | Adolf (* 1458; † 1500)                    | 1482–1500           | Sohn Gerds des Mutigen, gemeinsame Herrschaft mit seinem Bruder Johann V. und bis 1492 auch mit seinem Bruder Christian                                                                                        |
| | Christian (* 1459; † 1492)                | 1482–1492           | gemeinsame Herrschaft mit seinen Brüdern Adolf und Johann V. |
| | Johann V. (* 1460; † 1526)                | 1482–1526           | gemeinsame Herrschaft mit seinem Bruder Adolf (bis 1500) und seinem Bruder Christian (bis 1492) |
| | Johann VI. (* 1501; † 1548)               | 1526–1542           | Sohn Johanns V., gemeinsame Herrschaft mit seinen Brüdern Georg und Anton I. |
| | Georg (* um 1503; † 1551)                 | 1526–1551?          | gemeinsame Herrschaft mit seinen Brüdern Johann VI. (bis 1542) und Anton I. |
| Anton I. | Anton I. (* 1505; † 1573)                 | 1526–1573           | gemeinsame Herrschaft mit seinen Brüdern Johann VI. (bis 1542) und Georg (bis 1551?) |
| Johann VII. | Johann VII. (* 1540; † 1603)              | 1573–1603           | Sohn Antons I. |
| Anton Günther | Anton Günther (* 1583; † 1667)            | 1603–1667           | Sohn Johanns VII. |
| Die Gräfliche Linie des Hauses Oldenburg stirbt 1667 aus. Ihre Herrschaftsrechte gehen auf die Dänische Linie des Hauses Oldenburg über, also auf die Nachfahren Graf Christians VII. (* 1426; † 1481). |                                           |                     | |
| Friedrich III. | Friedrich III. (* 1609; † 1670)           | 1667–1670           | Ur-Ur-Urenkel Christians VII., sein Vorgänger Anton Günther war väterlicherseits ein Cousin vierten Grades von Friedrichs III. Vater Christian IV.                                                             |
| Christian V. | Christian V. (* 1646; † 1699)             | 1670–1699           | Sohn Friedrichs III. |
| Friedrich IV. | Friedrich IV. (* 1671; † 1730)            | 1699–1730           | Sohn Christians V. |
| Christian VI. | Christian VI. (* 1699; † 1746)            | 1730–1746           | Sohn Friedrichs IV. |
| Friedrich V. | Friedrich V. (* 1723; † 1766)             | 1746–1766           | Sohn Christians VI. |
| Christian VII. | Christian VII. (* 1749; † 1808)           | 1766–1773           | Sohn Friedrichs V. |
| Durch den im Rahmen eines Interessenausgleichs zwischen den beiden oldenburgisch regierten Ostseemächten Russland und Dänemark zu Stande gekommenen Vertrag von Zarskoje Selo erhielten die dänischen Könige 1773 die bis dahin großfürstlich-russischen Anteile am Herzogtum Holstein. Dafür verzichteten sie auf die Grafschaft Oldenburg, die auf Betreiben Kaiserin Katharinas der Großen an die ebenfalls oldenburgische Linie Holstein-Gottorf ging. Oldenburgs erster Graf aus dieser Linie, Friedrich August, war mütterlicherseits Katharinas Onkel sowie väterlicherseits ein Cousin ersten Grades ihres Schwiegervaters Karl Friedrich. |                                           |                     | |
| Friedrich August | Friedrich August (* 1711; † 1785)         | 1773–1774           | Fürstbischof von Lübeck und später erster Herzog von Oldenburg, väterlicherseits ein Cousin fünften Grades Friedrichs IV., des Urgroßvaters seines Vorgängers Christian VII.                                   |

## Herzöge von Oldenburg
|                                   | Name (Lebenszeit)                                  | Regierungszeit | Anmerkungen |
| --------------------------------- | -------------------------------------------------- | -------------- | --- |
| Friedrich August                  | Friedrich August (* 1711; † 1785)                  | 1774–1785      | Herzog ab der Erhebung der Grafschaft zum Herzogtum Oldenburg 1774, zuvor Graf von Oldenburg |
|                                   | Peter Friedrich Wilhelm (* 1754; † 1823)           | (1785–1811)    | nur Titularherzog, hatte wegen „Geisteskrankheit“ 1777 auf seine Ansprüche auf die Regentschaft Oldenburgs verzichtet, die sein Cousin ersten Grades Peter I. (Peter Friedrich Ludwig) übernahm |
|                                   | unter französischer Besatzung und Regierung        | (1811–1813)    | auf dem Höhepunkt der oldenburgischen Franzosenzeit gehörte das Land zum Französischen Kaiserreich unter dessen Staatsoberhaupt Napoleon Bonaparte |
|                                   | Peter Friedrich Wilhelm (* 1754; † 1823)           | (1813–1823)    | nur Titularherzog, hatte wegen „Geisteskrankheit“ 1777 auf seine Ansprüche auf die Regentschaft Oldenburgs verzichtet, die sein Cousin ersten Grades Peter I. übernahm |
| Peter I. (Peter Friedrich Ludwig) | Peter I. (Peter Friedrich Ludwig) (* 1755; † 1829) | 1823–1829      | seit 1785 (mit Unterbrechung 1811–1813) zunächst Prinzregent von Oldenburg in Nachfolge seines Onkels Friedrich August und in Vertretung seines Cousins Peter Friedrich Wilhelm, führte nach dessen Tod den Herzogstitel, obwohl er infolge der Erhebung des Herzogtums zum Großherzogtum Oldenburg 1815 de jure Großherzog war |

## Großherzöge von Oldenburg
|                                     | Name (Lebenszeit)                                     | Regierungszeit | Anmerkungen                                    |
| ----------------------------------- | ----------------------------------------------------- | -------------- | ---------------------------------------------- |
| August I. (Paul Friedrich August)   | August I. (Paul Friedrich August) (* 1783; † 1853)    | 1829–1853      | Sohn Peter Friedrich Ludwigs                   |
| Nikolaus Friedrich Peter(Peter II.) | Peter II. (Nikolaus Friedrich Peter) (* 1827; † 1900) | 1853–1900      | Sohn Paul Friedrich Augusts                    |
| Friedrich August                    | Friedrich August (* 1852; † 1931)                     | 1900–1918      | Sohn Nikolaus Friedrich Peters, dankte 1918 ab |